# Шребер, Даниэль Пауль
Даниэль Пауль Шребер (нем. Daniel Paul Schreber; 1842—1911) — немецкий судья, страдавший параноидной шизофренией. Он описал своё состояние в книге «Воспоминания невропатологического больного» (нем. Denkwürdigkeiten eines Nervenkranken). Эта книга оказала большое влияние на психологию. Зигмунд Фрейд поставил собственную интерпретацию Шребера под сомнение и изложил свою точку зрения в книге под заглавием «Психоаналитические заметки об одном автобиографическом случае паранойи (dementia paranoides)».

## Опыт Шребера
Родился в семье знаменитого немецкого медика Даниэля Готлиба Морица Шребера. 
Шребер был успешным и уважаемым судьей до средних лет, когда его психоз начал прогрессировать. Однажды к нему пришла идея, что было бы приятно «уступить», чтобы половой акт был как у женщины. Он встревожился и решил, что эта мысль была привнесена внешними обстоятельствами, а не возникла в результате внутренних процессов. Он даже предположил, что мысли пришли от врача (он считал, что врач воздействовал на него гипнозом), вторглась в его разум.
Психоз стал прогрессировать, Шребер начал считать, что Бог сотворил «чудо» и превратил его в женщину.
Шребер умер в 1911 году в приюте.

## Интерпретация Фрейда
Хотя Фрейд никогда не беседовал со Шребером, он прочёл его воспоминания и сделал собственные заключения. Фрейд считает, что Шребер хотел быть превращён в женщину так, что он может быть единственным объектом сексуального желания Бога. Это мнение было оспорено рядами последующих теоретиков, наиболее известными из них — Жилем Делёзом и Феликсом Гваттари в книге «Анти-Эдип», и в других местах, где они критиковали Фрейда за преувеличение влияния на болезнь семейной ситуации (Эдипова комплекса) и недооценку политических и социальных факторов.

## Интерпретация Шатцмана
В 1974 году Мортон Шатцман опубликовал книгу под названием «Убийство души», в котором он дал свою интерпретацию психоза Шребера. Шатцман нашёл в его трудах перевоспитавшегося ребенка, который подчеркнул необходимость мятежа, одомашнивание дикого зверя в дитя и превращения его (Шребера) в производительную гражданку.